# Speocirolana thermydronis
Speocirolana thermydronis är en kräftdjursart som beskrevs av Cole och Minckley 1966. Speocirolana thermydronis ingår i släktet Speocirolana och familjen Cirolanidae. Inga underarter finns listade i Catalogue of Life.